# GLASS-z13
GLASS-z13 — галактика, виявлена у липні 2022 року телескопом James Webb у сузір'ї Скульптора. Найдавніша галактика з виявлених на поточний час. Була сформована приблизно через 300 мільйонів років після Великого вибуху, зараз їй близько 13,5 мільярда років. Проте точний вік визначити неможливо: вона могла з'явитися будь-коли протягом перших трьохсот мільйонів років після Великого вибуху. Червоний зсув GLASS-z13 становить приблизно z=13, через що вона виглядає як яскрава червона точка. Галактика карликова: її діаметр дорівнює приблизно 1600 світлових років, що приблизно у 60 разів менше ніж діаметр Чумацького Шляху. Вона була виявлена поряд з іншою галактикою, GLASS-z11, порівнянною з GN-z11, також однією з найдавніших виявлених галактик.